# Bleeding Kansas

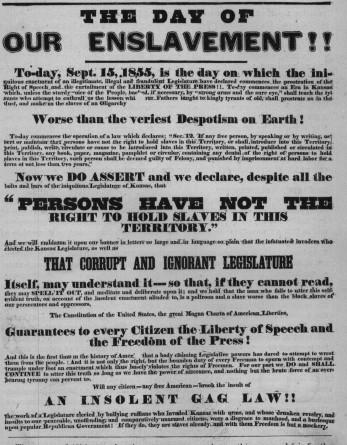
Ett flygblad utfärdat av en av parterna, Free-Staters, 1855.

Bleeding Kansas ('Blödande Kansas'), Bloody Kansas ('Blodiga Kansas') eller Border War ('Gränskriget') var en konflikt bestående av en serie våldsamma civila konfrontationer och stridigheter i Kansas och Missouri mellan 1854 och 1861. Konflikten handlade om huruvida området Kansas skulle anslutas till USA som en delstat med eller utan slaveri, och stridigheterna ägde rum mellan anhängarna till slaveriet ("Border Ruffians", ofta från slavstaten Missouri) och motståndare ("Free-Staters"). Striderna präglades av valfusk, räder, attacker och hämndmord. Konflikten avslutades med att Kansas anslöts till USA som en slavfri delstat 29 januari 1861, men striderna mellan anhängare och motståndare till slaveriet i Kansas fortsatte det amerikanska inbördeskriget ut.

### Fotnoter
1. ↑  Earle, Jonathan and Burke, Diane Mutti. Bleeding Kansas, Bleeding Missouri: The Long Civil War on the Border. Lawrence, KS: University Press of Kansas, 2013.